# Al Aâroui
Al Aâroui (Zentralatlas-Tamazight ⵍⵄⴰⵔⵡⵉ Lɛarwi, arabisch العروي) ist eine Stadt mit ca. 46.000 Einwohnern in der Provinz Nador im Nordosten Marokkos. Auf dem Stadtgebiet befindet sich der Flughafen Nador.

## Lage und Klima
Al Aâroui liegt südlich des Rifgebirges in einer Höhe von ca. 37 m; die Mittelmeerküste ist ca. 15 km (Luftlinie) in nordöstlicher Richtung entfernt. Die nächstgrößeren Städte sind Nador (Fahrtstrecke ca. 20 km) im Nordosten bzw. Driouch (ca. 38 km) im Westen. Das Klima in Al Aâroui ist insgesamt eher trocken und warm; Regen (ca. 300–400 mm/Jahr) fällt überwiegend im Winterhalbjahr.

## Bevölkerung
| Jahr      | 1994   | 2004   | 2014   | 2024   |
| Einwohner | 27.049 | 36.021 | 47.599 | 46.540 |

Weit über 80 % der Einwohner sind berberischer Abstammung; gesprochen werden Tarifit und Marokkanisches Arabisch.

## Wirtschaft
Im Zentrum des wirtschaftlichen Geschehens stehen der Flughafen und die Hotels. In der Stadt selbst haben sich Gewerbetreibende und Dienstleister aller Art niedergelassen.